# 泉山镇
泉山镇，是中华人民共和国甘肃省武威市民勤县下辖的一个乡镇级行政单位。

## 行政区划
泉山镇下辖以下地区：
东坝镇社区、复明村、小西村、团结村、福元村、新西村、永宁村、西陆村、中营村、和平村、合盛村、西营村、复成村和石羊河林业总场泉山分场。